# Vincenzo Vitale
Vincenzo Vitale, né le 13 décembre 1908 à Naples où il est mort le 21 juillet 1984, est un pianiste et pédagogue italien.

## Biographie
Après des études musicales à Naples auprès d'Attilio Brugnoli, il sort diplômé en 1932 de l'École normale de musique de Paris où il a notamment suivi les cours d'Alfred Cortot.
À son retour en Italie, il enseigne successivement dans les conservatoires d'Udine, de Palerme, de Naples et de Rome. C'est à Naples qu'il reste le plus longtemps, de 1942 à 1970, et où parmi ses élèves figurent Riccardo Muti et Bruno Canino.
Ses réflexions innovantes sur la technique pianistique le rendent célèbre dans le monde entier, notamment aux États-Unis, où il donne des cours à l'Université de l'Indiana. Paul Hindemith le choisit comme interprète de quelques-unes de ses compositions.